# Złudzenie optyczne

Przykład złudzenia optycznego: wbrew pozorom, pole B nie jest ciemniejsze niż A

Złudzenie optyczne – błędna interpretacja obrazu przez mózg pod wpływem kontrastu, cieni, użycia kolorów, które automatycznie wprowadzają mózg w błędny tok myślenia. Złudzenie wynika z mechanizmów działania percepcji, które zazwyczaj pomagają w postrzeganiu. Jednak w określonych warunkach mogą powodować tylko pozorne wrażenia.

## Przykłady

### Złudzenia deformujące kształt, wielkość i długość

#### Złudzenie ściany kawiarni

Złudzenie ściany kawiarni

Na ilustracji obok wszystkie szare linie są do siebie równoległe. Taki wzór został ułożony z kafelków na ścianie pewnej kawiarni (St Michael’s Hill, Bristol, Anglia). Zostało to zauważone i opisane (1979) przez prof. Richarda L. Gregory i Priscillę Heard.

#### Złudzenie Ponza

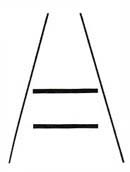
Złudzenie Ponzo

Górna pozioma kreska wydaje się dłuższa niż ta leżąca niżej. Dzieje się tak dlatego, iż rysunek przypomina tor kolejowy zniekształcony przez perspektywę. Dwie ukośne linie postrzegamy, dzięki stałościom spostrzeżeniowym, jako w rzeczywistości równoległe, co z kolei sugeruje, że dwie linie poziome mają różną długość. Działa tutaj też prawo stałości oceny wielkości, zgodnie z którym subiektywnie postrzegamy przedmioty leżące w różnej odległości od obserwatora i podobnego kształtu jako takie same, mimo iż na siatkówce oka przedmioty leżące dalej są mniejsze.

#### Złudzenie Mullera-Lyera
Złudzenie dotyczące dwóch linii tej samej długości zakończonych strzałkami „do wewnątrz” lub „na zewnątrz” linii. Ulegamy silnemu złudzeniu, że linia ze strzałkami „do wewnątrz” jest dłuższa.

Badania międzykulturowe nad tym zjawiskiem potwierdziły wpływ kontekstu kulturowego na postrzeganie – ludzie z obszaru Cieśniny Torresa nie ulegają temu złudzeniu. Na podstawie tej obserwacji, wraz z wiedzą, że mieszkańcy obszaru Cieśniny Torresa mieszkają w okrągłych, kulistych domach, wysunięto hipotezę, że błędy popełniają tylko ludzie żyjący w „cywilizacji prostokątów” – umysł przyzwyczajony do odbierania kształtu budynków, pokoi o prostych kątach interpretuje strzałkę do wewnątrz jako styk ściany z podłogą i sufitem (obserwator wewnątrz), natomiast do zewnątrz – jako róg budynku, dlatego tę linię interpretuje jako dłuższą.

#### Złudzenie Zollnera
Występuje po przecięciu linii równoległych skośnymi odcinkami. Linie równoległe są ustawione np. pionowo. Linię pierwszą, trzecią, piątą itd. przecinają odcinki biegnące skośnie ku górze, pozostałe linie (drugą czwartą, szóstą itd.) przecinają skośne odcinki o kierunku przeciwnym. Już w trakcie rysowania tych odcinków równoległe zdają się zmieniać położenie.

#### Złudzenie Poggendorffa

Ilustracja złudzenia Poggendorffa

Złudzenie to występuje, kiedy z linii przecinającej skośnie prostokąt usunie się część leżącą wewnątrz prostokąta. Wydaje się wówczas, że obie części linii nie leżą na jednej prostej.

### Złudzenia powodowane fizjologią układu wzrokowego
Przykładem takiego złudzenia jest znikanie przedmiotów spowodowane istnieniem tzw. plamki ślepej. Kiedy zamknie się jedno oko, wówczas obraz widziany drugim okiem jest niekompletny. Pewna niewielka część tego obrazu, która fizycznie powstaje w obszarze ślepej plamki, jest niewidoczna.

#### Wstęga Macha

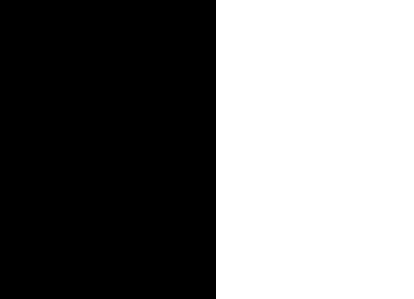
wstęga Macha

Krawędź białej płaszczyzny sąsiadująca z czernią wydaje się rozjaśniona, a krawędź czarnej – ciemniejsza. Dzieje się tak z powodu hamowania obocznego na siatkówce – kontrast między jasnymi i ciemnymi płaszczyznami w miejscu, gdzie sąsiadują ze sobą, zostaje zwiększony.

#### Siatka Hermana

złudzenie Hermana

Na skrzyżowaniach białych pasów pojawiają się szare kropki. Jest to również wynik hamowania obocznego – włókno nerwowe, które przewodzi pobudzenie z obszaru skrzyżowania białych pasków, jest hamowane przez cztery sąsiadujące włókna. Tymczasem wszystkie inne hamowane są słabiej – tylko przez dwa.

#### Irradiacja

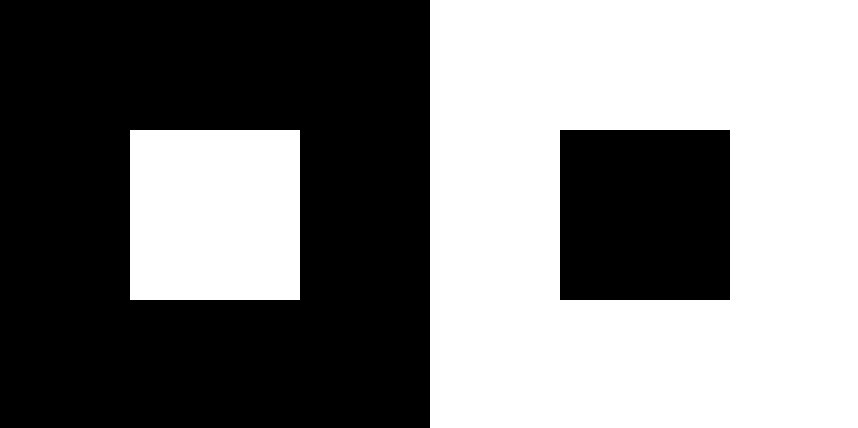
zjawisko irradiacji

Biały kwadrat na ciemnym tle wydaje się większy niż czarny na jasnym, mimo iż obydwa są tej samej wielkości. Dzieje się tak, ponieważ pole podrażnienia fizjologicznego na siatkówce zajmuje większą powierzchnię, niż wielkość postrzeganego obrazu w rzeczywistości, a to z kolei spowodowane jest tym, że receptory na siatkówce połączone są w grupy.

### Złudzenia jasności i barwy

#### Efekt McCollough
Jest to zjawisko, w którym w wyniku długotrwałego patrzenia na pokolorowane kształty (np. poziome lub pionowe linie) wzrok kojarzy pewne te kształty z kolorami, tak że zobaczenie podobnego kształtu automatycznie wywoła wrażenie poświaty tego samego koloru.

### Figury dwuznaczne

Figura dwuznaczna: W. E. Hill, Moja żona i moja teściowa, 1915

W pewnych przypadkach mózg zmuszony jest do zinterpretowania sceny czy ruchu, którego nie można postrzegać jednoznacznie. Nawet jeśli obraz na siatkówce oka pozostaje niezmienny, po upływie jakiegoś czasu możemy go postrzegać inaczej. Nigdy nie można widzieć dwóch wariantów jednocześnie.

#### Figura i tło
W 1915 duński psycholog Edgar Rubin opublikował rysunek, który stał się potem popularny jako iluzja twarz-wazon. Nie po raz pierwszy zastosowano taką sztuczkę. Przykłady znaleziono także wśród grafik z XVIII wieku. Złudzenie Rubina polega na dwuznaczności figury i tła. Szybkie odróżnienie figury od tła jest w normalnych warunkach względnie proste dla mózgu człowieka, jednakże w szczególnych okolicznościach mózg może mieć z tym problem. Obserwator widzi albo białą wazę na czarnym tle (biel staje się figurą), albo dwa czarne profile na tle białym (czerń staje się figurą). Postrzeganie danego kształtu zależy to od tego, która z części konturu uznana zostanie przez nasz system percepcji jako część figury. Wpływ na rozstrzygnięcie dwuznaczności może mieć również punkt widzenia obserwatora, jego nastawienie wewnętrzne, czy też sugestia. Nie ma wątpliwości, iż złudzenie Rubina zachodzi przy udziale wyższych procesów korowych. Mózg danego obserwatora musi skojarzyć dany kształt z wiedzą na temat wazonów czy profili, aby móc je postrzegać.

#### Sześcian Neckera

Sześcian Neckera

Szwajcarski naukowiec, Louis Albert Necker, opublikował w 1832 ryciny przedstawiające sześcian, który zmieniał swoje położenie podczas oglądania. Było to spowodowane tym, że z ilustracji zostały usunięte wszelkie wskazówki dotyczące głębi. Patrząc na sześcian Neckera widzimy układ linii, ale spodziewamy się zobaczyć sześcian. Nasz mózg musi zatem rozwiązać pewną dwuznaczność – musi ustalić, który z rogów sześcianu leży bliżej. Rozwiązanie tego problemu może być odmienne u różnych obserwatorów, jak też może zmieniać się w czasie u jednego obserwatora.
Zobacz też: Wirująca tancerka

### Figury niemożliwe

Przykład figury niemożliwej: trójkąt Penrose’a

Są to przedstawienia trójwymiarowych figur na płaszczyźnie, które są sprzeczne w swojej przestrzenności, tzn. nie jest możliwe, aby skonstruować ich trójwymiarowe odpowiedniki.

## Złudzenia optyczne w sztuce
Wielu artystów korzystało z możliwości jakie dają złudzenia optyczne. Byli to np.:
- Andrea Pozzo – włoski malarz iluzjonista. Na sklepieniu kościoła św. Ignacego Loyoli w Rzymie stworzył kwadraturę, czyli iluzjonistyczny obraz fikcyjnej architektury.
- Maurits Cornelis Escher – holenderski grafik i rysownik. W swoich pracach wykorzystywał figury niemożliwe i inne złudzenia.
- Julian Beever – brytyjski artysta, który stworzył wiele obrazów na chodnikach europejskich i amerykańskich miast. Dzięki znakomitemu opanowaniu praw perspektywy stwarzały one iluzję trójwymiarowości.